# Bandung (Tegal Selatan)
Bandung is een bestuurslaag in het regentschap Tegal van de provincie Midden-Java, Indonesië. Bandung telt 5111 inwoners (volkstelling 2010).